# Or noir (album)
Pour les articles homonymes, voir Or noir (homonymie).
Albums de Kaaris
Z.E.R.O
(2012) Le Bruit de mon âme
(2015)
Singles
1. Zoo
Sortie : 2 mars 2013
2. Binks
Sortie : 11 mai 2013
3. Paradis ou enfer
Sortie : 14 septembre 2013
4. Dès le départ
Sortie : 28 septembre 2013
5. Or noir
Sortie : 2 novembre 2013
6. Sombre
Sortie : 8 février 2014
7. S.E.V.R.A.N
Sortie : 22 février 2014
8. À l’heure
Sortie : 8 mars 2014
9. Chargé
Sortie : 15 mars 2014

Or Noir est le premier album studio du rappeur français Kaaris sorti le 21 octobre 2013 et produit par Therapy.

## Historique
L'album s'écoule à 19 000 exemplaires la première semaine. L'album devient disque d'or et est ensuite confirmé comme disque de platine en octobre 2016. Il est ensuite certifié double disque de platine en janvier 2024 
Cet album est également connu pour avoir mis la ville de Sevran sur le devant de la scène rap au niveau national pour la première fois.
Kaaris déclare à l’Abcdrduson en octobre 2013 : « On a fait une quinzaine de dates et je me suis retrouvé dans des coins de la France où les mecs passaient devant moi dans la rue et disaient « Sevran ! ». J’étais à Metz et j’entends un mec qui me crie ça… « Qu’est-ce qui se passe ? » Après, c’est bien moi qui le dit dans mes morceaux mais ça n’était même pas mon idée de le mettre en avant. C’est Kopp) qui a tenu à ce qu’on l’entende aussi bien. »
De nombreux observateurs du rap considèrent cet album, et sa réédition, comme l'un des plus importants de l'histoire du rap français.

## Liste des pistes
| No  | Titre                        | Compositeur(s)   | Durée |
| --- | ---------------------------- | ---------------- | ----- |
| 1.  | Bizon                        | Therapy          | 03:15 |
| 2.  | Zoo                          | Therapy          | 04:48 |
| 3.  | Ciroc                        | Therapy          | 04:22 |
| 4.  | MBM                          | Therapy          | 03:17 |
| 5.  | Binks                        | Loxon & Phantomm | 04:15 |
| 6.  | Je bibi                      | Phantomm         | 05:19 |
| 7.  | Bouchon de liège             | Therapy          | 04:25 |
| 8.  | Paradis ou Enfer             | Therapy          | 04:53 |
| 9.  | L.E.F (feat. Booba)          | Therapy          | 03:47 |
| 10. | Dès le départ                | Therapy          | 04:07 |
| 11. | Pas de remède                | Therapy          | 03:38 |
| 12. | 63                           | Phantomm         | 04:12 |
| 13. | Bébé                         | Therapy          | 03:27 |
| 14. | Plus rien                    | Therapy          | 03:50 |
| 15. | Or noir                      | Therapy          | 03:11 |
| 16. | Tu me connais                | Therapy          | 04:06 |
| 17. | 2 et demi                    | Therapy          | 04:50 |
| 18. | À la barrière (Bonus Itunes) | Loxon            | 04:40 |

## Or noir, part II (Réédition)
| No  | Titre            | Compositeur(s) | Durée |
| --- | ---------------- | -------------- | ----- |
| 1.  | Intro            | Therapy        | 02:51 |
| 2.  | Sombre           | Loxon          | 02:37 |
| 3.  | S.E.V.R.A.N      | Phantomm       | 04:23 |
| 4.  | Comment je fais  | Therapy        | 04:06 |
| 5.  | À l'heure        | Therapy        | 04:26 |
| 6.  | Juste            | Therapy        | 03:58 |
| 7.  | Chargé           | Therapy        | 04:40 |
| 8.  | Pablito          | Therapy        | 03:10 |
| 9.  | Killé            | Loxon          | 04:26 |
| 10. | Je remplis l'sac | Phantomm       | 03:34 |
| 11. | À la barrière    | Phantomm       | 04:40 |

## Classements et certifications

### Classements hebdomadaires
| Classement (2013)            | Meilleure position |
| ---------------------------- | ------------------ |
| Belgique (Wallonie Ultratop) | 12                 |
| France (SNEP)                | 3                  |
| Suisse (Schweizer Hitparade) | 35                 |

### Certifications et ventes
| Région        | Certification | Ventes/Streams |
| ------------- | ------------- | -------------- |
| France (SNEP) | x2 × Platine  | 200 000        |